# IBM Common User Access
Common User Access (типовой пользовательский интерфейс, CUA) — стандарт интерфейсов пользователя для операционных систем и компьютерных программ. Он был разработан компанией IBM и впервые опубликован в 1987 г. как составляющая часть её архитектуры SAA. Первоначально использовался в операционных системах MVS, VM, OS/400, OS/2 и Microsoft Windows, фрагменты стандарта CUA сейчас реализованы в программах других операционных систем, в том числе и в разновидностях Unix. Он также применяется в пакетах Java: AWT и Swing.

## Причины создания
CUA представлял собой подробную спецификацию и устанавливал жёсткие правила того, как должны были выглядеть и работать программы. Целью было приведение к единообразию DOS-программ, которые ранее имели существенные различия в реализации пользовательского интерфейса.
Примеры:
- В WordPerfect команда открытия файла была: F7, 3.
- В Lotus 1-2-3 файл открывался с помощью / (открыть меню), W (Workspace — рабочая область), R (Retrieve — получить).
- В Microsoft Word для открытия файла нажималось: Esc (чтобы открыть меню), T (Transfer — передача), L (Load — загрузить).
- В WordStar сочетание клавиш было Ctrl+K+O.
- В emacs файл открывался так: Ctrl+X, а затем Ctrl+F (Find-File — поиск файла).

В некоторых программах клавишей Esc действие отменялось, в других — совершалось; WordPerfect она выполняла повтор символа. В одних программах End делала переход в конец строки, в других она означала окончание заполнения формы. Клавиша F1 использовалась для вызова справки, а в WordPerfect для этой цели служила F3. Зачастую Ins переключала режимы вставки и замены символов, хотя в некоторых она использовалась для вставки из буфера обмена.
Таким образом, работе с каждой программой приходилось учиться отдельно, запоминая весь её интерфейс. Знание интерфейсов десятков различных программ было показателем опыта пользователя, так как владение навыком работы с одной программой было практически бесполезно при переходе на аналогичную.
Многие аспекты стандартизации были сформулированы под влиянием подробных инструкций для разработчиков (гайдлайнов) по интерфейсам пользователя компьютеров Apple. Инструкции Apple представляли собой объёмную книгу, чётко разъясняющую, как должно было выглядеть и работать программное обеспечение для компьютеров с системой Apple Macintosh. Когда это руководство было написано, и сам «Mac», и программы с GUI вообще были новинками, поэтому Apple стоило огромных усилий привести программы к единому внешнему виду и стандартному поведению (look and feel). Перед CUA ставились аналогичные задачи, однако дело усложнялось необходимостью применения стандарта к уже созданным, активно используемым, хотя и не систематизированным программным продуктам.

## Описание
Система CUA включает в себя стандарты функционирования таких элементов как диалоговые окна, меню и сочетания клавиш. Эти стандарты стали настолько значимыми, что их сегодня реализует большинство программистов, даже не читавших CUA. Применение этих стандартов можно наблюдать в Windows и в основанных на DOS приложениях, например в полноэкранном текстовом редакторе EDIT для MS-DOS 5.
Ключевые положения CUA:
- любую операцию можно выполнить как мышью, так и клавиатурой;
- меню вызываются и скрываются клавишей F10;
- меню открываются нажатием клавиши Alt и подчёркнутой буквы в своих названиях;
- команды меню, требующие уточнения параметров выполняемого действия, заканчиваются многоточием («…»);
- параметры запрашиваются вторичными (диалоговыми) окнами;
- параметры сортируются по разделам с помощью вкладок (как в бумажных записных книжках);
- перемещение внутри полей в диалоговых окнах осуществляется клавишами управления курсором; между самими полями — клавишей Tab, а сочетанием ⇧ Shift+Tab ↹ — в обратном направлении;
- в диалоговых окнах есть кнопка «Отмена», эквивалентная нажатию Esc, которая сбрасывает изменения, а также «ОК», эквивалентная нажатию ↵ Enter, которая принимает изменения;
- В программах есть встроенная справочная система, вызываемая из меню «Справка», расположенного в конце строки меню; контекстно-зависимая справка может вызываться клавишей F1;
- Первое меню должно называться «Файл» и должно содержать операции по работе с файлами (создать, открыть, сохранить, сохранить как) и команду выхода; следующее меню «Правка» содержит команды отмены, повтора, вырезания, копирования, вставки и удаления;
- Команда «вырезать» выполняется нажатием ⇧ Shift+Del, «копировать» — Ctrl+Ins, а «вставить» — ⇧ Shift+Ins;
- Размер окна меняется путём перетаскивания одного из 8 элементов его границы.

CUA распространялся не только на приложения DOS, но и был также основой стандарта интерфейсов Windows (CUI) и программ для OS/2 — как текстовых, так и основанных на GUI Presentation Manager — а также мейнфреймов IBM на основе архитектуры SAA.
CUA был более, чем просто попыткой упорядочить программы DOS, — он был частью плана по объединению, упорядочению и взаимосвязыванию общих функций программного и аппаратного обеспечения во всей линейке продукции IBM, от микрокомпьютеров до мейнфреймов. Вероятно, это отчасти и было причиной неполного успеха CUA.
Третья версия CUA коренным образом отличалась от первых двух за счёт объектно-ориентированного рабочего пространства. Это сместило акцент на взаимодействие пользователя с данными (документами, картинками и т. д.), а не с программами. Такое изменение было сделано с целью упростить работу на компьютере в соответствии с ожиданиями пользователя, который работает над документами с помощью программ, а не использует программы для работы над документами.

## Влияние
CUA оказал значительное влияние на ОС Microsoft Windows на ранних этапах развития. Однако, начиная с выпуска 1995 года, Windows отошла от принципов CUA. Ключевой момент — введение меню «Пуск», которое нарушило принцип объектно-ориентированного рабочего стола. Тем не менее, стандартные сочетания клавиш и основные элементы управления, предложенные CUA, остаются характерными чертами Windows.
CUA не оказал значительного влияния на консольные (текстовые) программы Unix.
Все основные графические среды и наборы элементов (toolkit) Unix, не обязательно основанные на X Window System, обладают в той или иной мере совместимостью с рекомендациями CUA. В частности, широко используемая среда Motif/CDE заявляет непосредственной целью своего дизайна соответствие CUA. Новые популярные графические среды — GNOME и KDE — также во многом совместимы с CUA. По сути, та часть CUA, что реализована в Microsoft Windows и OSF/Motif, является де-факто общепринятым решением, которого придерживаются любые новые графические интерфейсы Unix.